# Rushford (Wisconsin)
Rushford – miasto w Stanach Zjednoczonych, w stanie Wisconsin, w hrabstwie Winnebago.